# Aloe yavellana
Aloe yavellana ist eine Pflanzenart der Gattung der Aloen in der Unterfamilie der Affodillgewächse (Asphodeloideae). Das Artepitheton yavellana verweist auf das Vorkommen der Art bei Yavello in Äthiopien.

## Beschreibung

### Vegetative Merkmale
Aloe yavellana wächst stammbildend und verzweigt sich von der Basis aus. Der Stamm ist bis zu einer Länge von 1 Meter aufrecht, dann wird er niederliegend und bis zu 3 Meter lang und 4 Zentimeter dick. Die etwa 16 bis 20 schwertförmig verschmälerten Laubblätter sind auf den obersten 20 Zentimetern zerstreut an den Trieben angeordnet. Die bronzebraune, im Schatten hellere Blattspreite ist bis zu 40 Zentimeter lang und 6 bis 8 Zentimeter breit. Die Blattunterseite ist heller bronzebraun bis trüb bräunlichgrün und nahe der Basis grün liniert. Die Blattoberfläche ist glatt. Die stechenden, hell rötlich braunen Zähne am Blattrand sind 2 bis 3 Millimeter lang und stehen 10 bis 15 Millimeter voneinander entfernt. Die Blattscheiden sind gestreift. Der Blattsaft trocknet gelb.

### Blütenstände und Blüten
Der Blütenstand weist acht bis zehn Zweige auf und erreicht eine Länge von 60 bis 90 Zentimeter. Die unteren Zweige sind nochmals verzweigt. Die dichten, kopfigen oder fast kopfigen Trauben sind 2 bis 3 Zentimeter lang. Die deltoiden Brakteen weisen eine Länge von 3 Millimeter auf und sind 2 Millimeter breit. Die an ihrer Basis scharlachroten Blüten sind darüber heller bis orangefarben und stehen an 10 Millimeter langen Blütenstielen. Sie sind 27 Millimeter lang und an ihrer Basis verschmälert. Auf Höhe des Fruchtknotens weisen die Blüten einen Durchmesser von 5 bis 6 Millimeter auf. Darüber sind sie leicht verengt und schließlich zur etwas aufwärts gebogenen Mündung leicht erweitert. Ihre äußeren Perigonblätter sind auf einer Länge von 9 Millimetern nicht miteinander verwachsen. Die Staubblätter und der Griffel ragen 1 bis 2 Millimeter aus der Blüte heraus.

## Systematik und Verbreitung
Aloe yavellana ist in Äthiopien in Wäldern, auf Lichtungen oder auf Felsen in Höhen von 1700 bis 1950 Metern verbreitet.
Die Erstbeschreibung durch Gilbert Westacott Reynolds wurde 1954 veröffentlicht.

## Gefährdung und Schutzmaßnahmen
Aufgrund der Zerstörung ihres Lebensraumes ist diese Art stark gefährdet. Zum Schutz der Art wurden in ihrem natürlichen Habitat Schutzgebiete ausgewiesen, des Weiteren wird diese Art in Botanischen Gärten kultiviert.

## Nachweise